# 김삼근 (조선)
김삼근(金三近, 1390년 ~ 1465년)은 조선초기의 문신으로 호는 사은(謝隱)이며 본관은 (신)안동이다.
그의 현조(玄祖)는 승사랑(升仕郞) 위위주부(衛尉主簿) 동정(同正) 김희(金熙)이고, 고조(高祖)는 도첨의사(都僉議事) 김자(金資)이며, 증조(曾祖)는 정의대부 판예빈시사(判禮賓寺事) 김근중(金斤重), 조부는 중현대부 전농정(典農正) 김득우(金得雨)이다. 아버지는 예조정랑 봉예랑 김혁(金革)과 어머니 안동권씨(安東權氏,감찰규정 권희정의 딸)사이 3남(三近 三益 三友)중 장남으로 태어났다.

## 생애
김삼근은 1419년(세종1년) 사마시(司馬試)에 합격함으로서 (新)안동김씨 초유의 생원(生員) 합격자가 되었다. 그리고 비록 고관은 아니지만 조지소 별좌(造紙所 別坐), 함열현감(咸悅縣監), 봉화현감(奉化縣監), 비안현감(比安縣監) 등의 관직을 역임하여 新안동김씨 가문 내에서는 비안공(比安公)으로 불리고 있다.
슬하(膝下)에 2남3녀를 두었는데, 1남은 한성부 판관(漢城府 判官) 김계권(金係權)이고, 2남은 도승지(都承旨) 대사헌(大司憲) 증이조판서(贈吏曹判書) 양관(兩館) 대제학(大提學) 김계행(金係行)이다. 1녀는 어모장군(禦侮將軍) 신시생(申始生)으로 아주인(鵝州人)이고, 2녀는 손득노(孫得魯)이며, 3녀는 반여생(潘呂生)이다. 1465년(세조11년) 8월 사망하였다. 배위(配位)는 의인(宜人) 상락김씨(上洛金氏=구안동김씨)로 생년(生年)은 미상(未詳)이며, 1488년(성종19년) 12월에 사망하였다. 아버지는 삭령감무(朔寧監務) 김전(金腆)이다.
묘소(墓所)는 경상북도 예천군 호명면 직산동 간좌(艮坐)에 있고, 묘표(墓表)는 후손(後孫) 공조참판(工曹參判) 곡운 김수증(金壽增)이 찬(撰)하고 병서(竝書)하였다. 배위(配位) 묘소(墓所)는 부군조전(府君兆前) 일장지(一丈地)에 있고, 묘표(墓表)는 후손(後孫) 이조판서(吏曹判書) 김이양(金履陽)이 찬(撰)하였다.

## 가문의 성장과정
김삼근이 안동부 풍산현 불정촌(풍산읍 하리리)에서 풍산현 소산리(금산촌)로 이주한 시기는 대략 1430년(세종12년) 전후로 짐작된다. 이주와 동시에 제택(第宅:살림집과 정자를 통틀어 이르는 말)을 건립하여 정착의 토대를 다지는 한편 자질(자식과조카)들의 교육에도 각별한 정성을 보였다. 이런기반 위에서 (신)안동김씨는 무려 550년 만에 비로소 문과 합격자를 배출하게 된다. 김삼근에게는 김계권(金係權) 김계행(金係行) 두 아들이 있었는데, 바로 차남 김계행(金係行,1431~1517)이 1447년(세종29년) 17살로 진사시(進士試)에 급제하고 1480년(성종11년) 50세의 고령으로 문과(文科)에 급제한 것이다. 김계행은 성균관 대사성, 사간원 대사간, 도승지, 사헌부 대사헌까지 올랐으며 청백(淸白)을 <傳家之至寶>로 삼아 향리에서는 보백선생(寶白先生)으로 칭송되었다. 말년에는 안동부(安東府) 길안(吉安) 묵계(墨溪)로 이주(첫째부인 이천서씨를 23세에 사별한후 24세때 의령남씨 사헌부장령 남상치의 차녀와 재혼하였다. 쌍청공 남상치는 1453년 계유정난으로 단종이 폐위되자 길안 묵계로 낙향하여 쌍청헌을 짓고 은일의 삶을 살았다. 장인의 묵계 쌍청헌 정자를 보백당이 71세때 중수하고 '늦께 얻은 휴식' 만휴정이라 불렀다. 쌍청이란 '맑은것 두가지' 즉 맑은 바람과 밝은 달을 의미한다)하였는데, 후학들이 그의 학덕을 추모하여 이 곳에 묵계서원(墨溪書院)을 건립하였다. 그의 가계는 안동김씨 중에서도 보백당파(寶白堂派또는 定獻公派)로 불리고 있으며, 후손 중 현달(顯達)한 인물로는 월천(月川) 조목(趙穆)의 고제(高弟:학식과품행이 뛰어난 제자)로 문과에 급제하여 승지를 지낸 구전 김중청(金中淸,1567~1629:김계행의5대손)을 들 수 있다.
김계행의 문과(대과)급제는 신안동김씨로서는 실로 획기적인 사건이었다. 아버지 김삼근이 득성 이래 최초의 사마시(司馬試) 합격자였다면, 그는 최초의 문과(文科)합격자였기 때문이다. 이처럼 (신)안동김씨는 김계행을 통해 과거의 문턱을 넘음으로서 향반(鄕班)에서 점차 도반(道班) 국반(國班)으로 성장하는 계기를 마련하게 되었다. 그러나 김계행은 어디까지나 장동김씨(김삼근-김계권 계행-김영수-영 김번 순-김생해-대효 원효 김극효-상용 상준 상관 김상헌 상복-김광찬-수증 수흥 김수항-김창집 창협 창흡-김제겸-김달행-김이중-김조순-김좌근-병기)의 직계조상은 아니었다. 장동김씨(壯洞金氏)의 선대가 과거를 통해 출사하기까지는 이로부터 2대(김영 김번형제의 문과급제)를 더 기다려야 했다. 청음(김상헌)의 5대조 김계권(1410~1458)은 과거 출신이 아닌 관계로 벼슬이 한성부판관(종5품)에 그쳤지만 그는 예천권씨(醴泉權氏) 권맹손(權孟孫)의 사위가 됨으로써 자식들에게 출세의 길을 마련해 줄 수 있었다. 권맹손(權孟孫,1390~1456)은 1408년(태종8년) 문과에 급제하고, 1429년(세종11년)에는 문과중시(文科重試:승진시험)에도 급제한 수재였다. 특히 그는 이조판서 예문관 대제학으로서 세종조의 문병(文柄:學文과文治상의권리)을 좌우 하였으며, 태재(泰齋) 유방선(柳方善,1388~1443)과 같은 문사와의 교유도 깊었다.

## 가족관계
- 조부:전농정 김득우(金得雨) - 서운정 유개(柳開, 유성룡의7대조부)의 사위이며, 창평현령 유난옥(柳蘭玉, 유성룡의8대조부)의 손녀사위
- 부: 예조정랑 봉례랑 김혁(金革) - 감찰규정 권희정(權希正)의 사위로 우의정 권진(權軫)과 처남매부간
- 첫째아들:한성부판관 김계권(金係權) - 이조판서 예문관대제학 제평공 권맹손의 사위
- 둘째아들:도승지 사헌부대사헌 증이조판서 대제학 보백당 김계행(金係行)
  - (맏손자)세조~연산군 국사(國師) 등곡,황악산인 학조(學祖) 김영형(金永衡)
  - (둘째손자)사헌부감찰 합천군수 김영전(金永銓)
  - (세째손자)진사 봉사 김영균(金永鈞)
  - (네째손자)합천군수 수원부사 김영추(金永錘)
  - (다섯째손자)영천군수 사헌부장령 김영수(金永銖)
  - (손자) 영릉참봉 김극인(金克仁)
  - (손자) 진사 김극의(金克義)
  - (손자) 생원 김극례(金克禮)
  - (손자) 1490년 21세때요절 김극지(金克智)
  - (손자) 무과 문천군수 김극신(金克信)
    - 증손자:동부승지 강원도관찰사 삼당 김영(金瑛)
    - 증손자:시강원문학 평양서윤 증이판 김번(金璠) - 남양홍씨(한성부윤 홍심(洪深)의 증손녀와 혼인) 판관 홍걸(洪傑)의 사위
    - 증손자:찰방 형조좌랑 수군절도사 김순(金珣)
      - 현손:신천군수 증좌찬성 김생해(金生海) - 성종의 아들 경명군 이침의 사위